# Obambou
 (septembre 2022).
Un Obambou ou Obambo est un être surnaturel appartenant à des tribus d'Afrique centrale. Il est représenté comme étant maléfique et possédant le pouvoir de faire à la fois le mal et le bien s'il le souhaite. On lui attribue également la capacité de posséder et de causer des maladies, ou d'inciter les populations à lui construire  une maison. Dans certaines tribus africaines, le Obambou est considéré comme un diable ou comme l'esprit d'une personne qui n'a pas été enterrée convenablement d'où son errance sur terre.

## Attattributions et manifestations
Selon les croyances de la tribu Commi, lorsqu'une personne est gravement malade, un Obambou est probablement le coupable. Le Obambou réside, selon toujours les mêmes croyances, dans les entrailles des humains jusqu'à ce que les proches de la personne possédée l'entourent et font en faisant un énorme vacarme soit en chantant, dansant, criant ou entrechoquant des objets ensemble. Ce grand bruit est fait pour chasser le Obambou,. La tribu M'pongwe ainsi que les autres tribus qui croient en l'Obambou pensent que les personnes folles sont nées avec l'esprit de cet être surnaturel,.

## Autres croyances
Il n'existe aucune représentation, ni en idole ni en symbole de l'Obambu. Selon une autre interprétation, l'Obambou réside dans la brousse et, dans certains cas, n'a pas été enterré correctement, mais il finit par se lasser d'errer et apparaît à un proche parent, lui demandant de lui construire une maison près de la sienne. Ainsi, afin de lui permettre d'avoir une bonne mort, les femmes du village se réunissent pour danser et chanter, et le lendemain, les gens se rendent sur la tombe du défunt et lui fabriquent une idole. Ils érigent ensuite une petite hutte près de la maison de la personne à laquelle l'Obambou a rendu visite, puis placent à l'intérieur de la hutte le cercueil sur lequel le défunt a été transporté jusqu'à sa tombe, ainsi qu'un peu de la poussière de la tombe. Un tissu blanc est ensuite drapé sur la porte,,.

## Autres médias
- An Encyclopaedia of Occultism of "Lewis Spence (en)", 1920

## Voir Aussi
- Popobawa
- Madame Koi Koi
- Tibicena